# Chinatown (London)
Londons Chinatown ligger i Sohoområdet som igen ligger i området City of Westminster. Chinatown dækker området omkring Gerrard Street og indeholder mange kinesiske restauranter, forretninger og souvenirbutikker. Wong Kei er en af de mest kendte restauranter i Chinatown.
51°30′40″N 0°07′53″V / 51.5111°N 0.1314°V